# Rue Massillon
Pour les articles homonymes, voir Massillon et Rue Massillon (Nantes).
La rue Massillon est une rue de l’île de la Cité, dans le 4e arrondissement de Paris.

## Situation et accès
La rue Massillon est une courte voie de l'île de la Cité, reliant la rue Chanoinesse à celle du Cloître-Notre-Dame. Elle débouche sur la façade nord de Notre-Dame. Son bâti le plus ancien se trouve sur le côté des numéros pairs.

## Origine du nom
Elle porte le nom de Jean-Baptiste Massillon (1663-1742), célèbre prélat et prédicateur, élu membre de l’Académie française en 1719. 

## Historique
Cette rue, qui faisait autrefois partie du cloître Notre-Dame, est indiquée sur le plan de Verniquet de 1790 qui ne lui donne aucun nom.
La rue est formée sous sa dénomination actuelle en 1801 avant d'être élargie en 1812.

## Bâtiments remarquables et lieux de mémoire

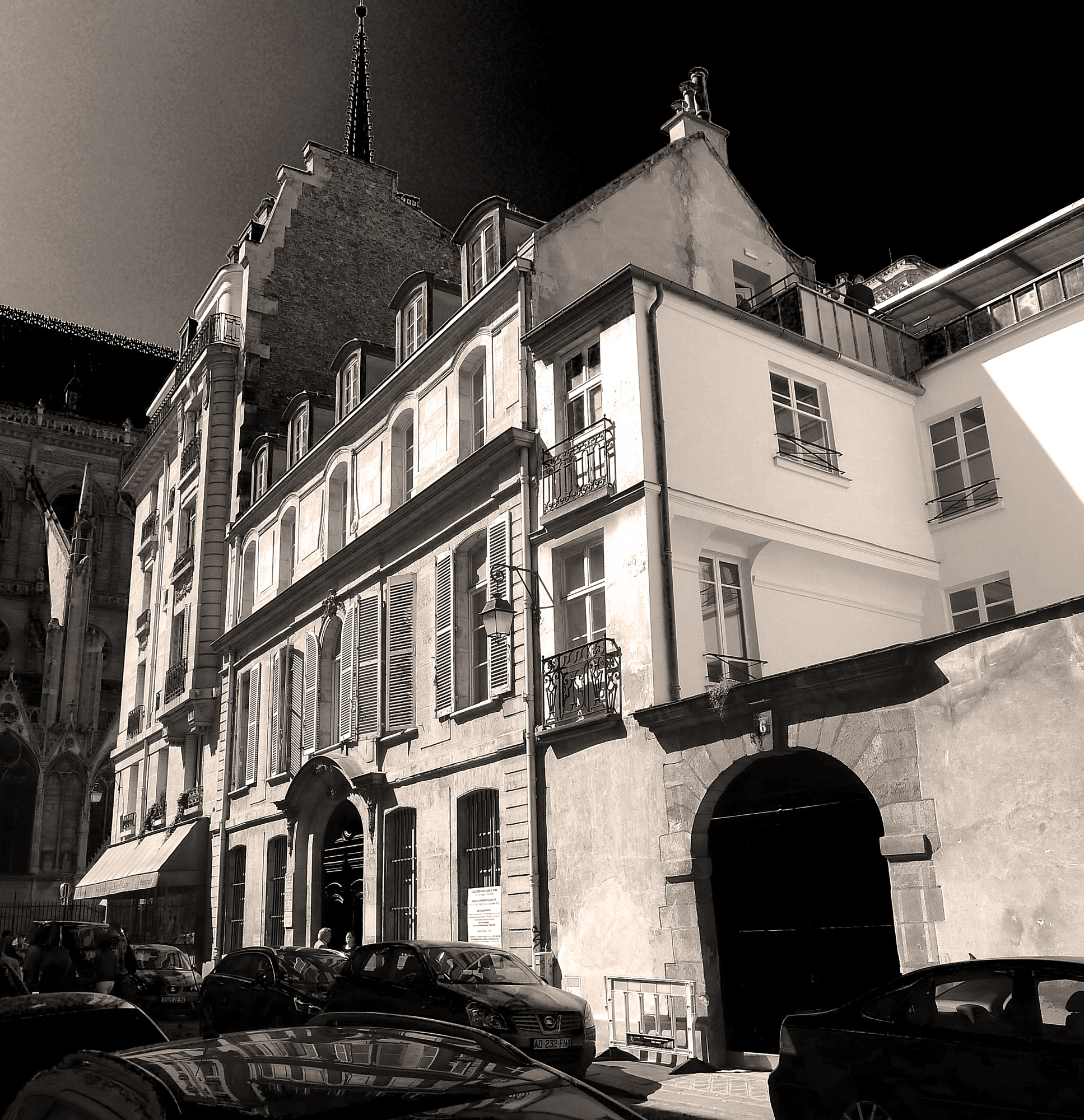
Numéros pairs de la rue ; en arrière-plan, la flèche de la cathédrale Notre-Dame.

- No 1 : le poète Joachim Du Bellay y mourut, le 1er janvier 1560, à l’âge de 37 ans, dans une maison située à cet emplacement, à l’angle de la rue Chanoinesse[2].

|                                                                                      |  |  |
| À gauche, la bâtisse actuelle et à droite, la plaque qui commémore la mort du poète. |  |  |

Anciennes dépendances du BHV. Doté d'un dôme couvrant chacun les tourelles d'angle des deux extrémités de la façade sur la rue du Cloître-Notre-Dame, l'immeuble a été réalisé en 1893 par l'architecte Ernest Papinot. De nos jours, il accueille la fondation Louis-Lépine, soit les services sociaux de la préfecture de police toute proche,.

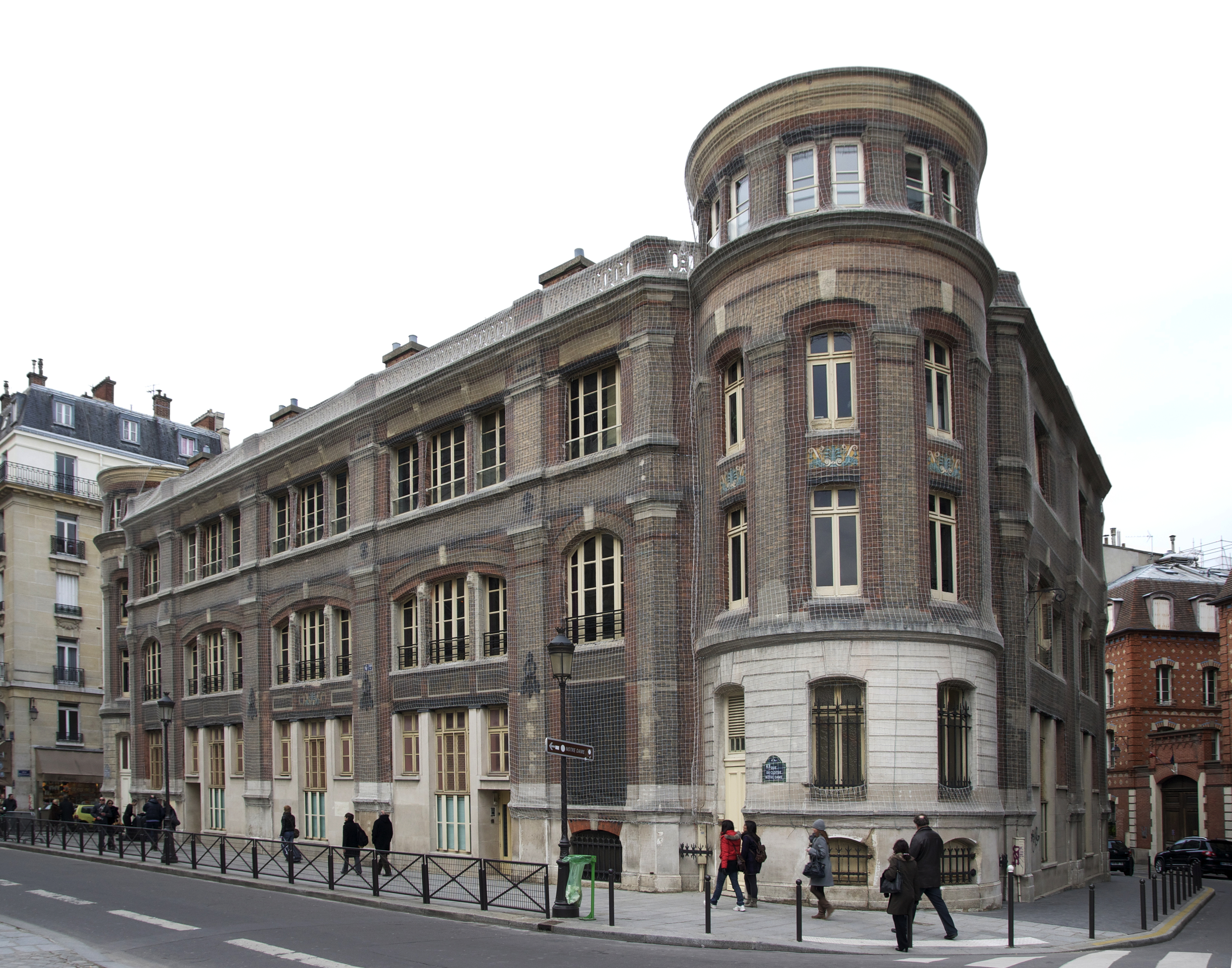
Anciennes dépendances du BHV.

- No 4 : emplacement d'une maison habitée par Ménage puis La Harpe.
- No 6 : maison du XVIIe siècle.
- No 8 : hôtel Roger de Gaillon. Reconstruit en 1740, il est occupé depuis 1455 par la maîtrise de la cathédrale[1].

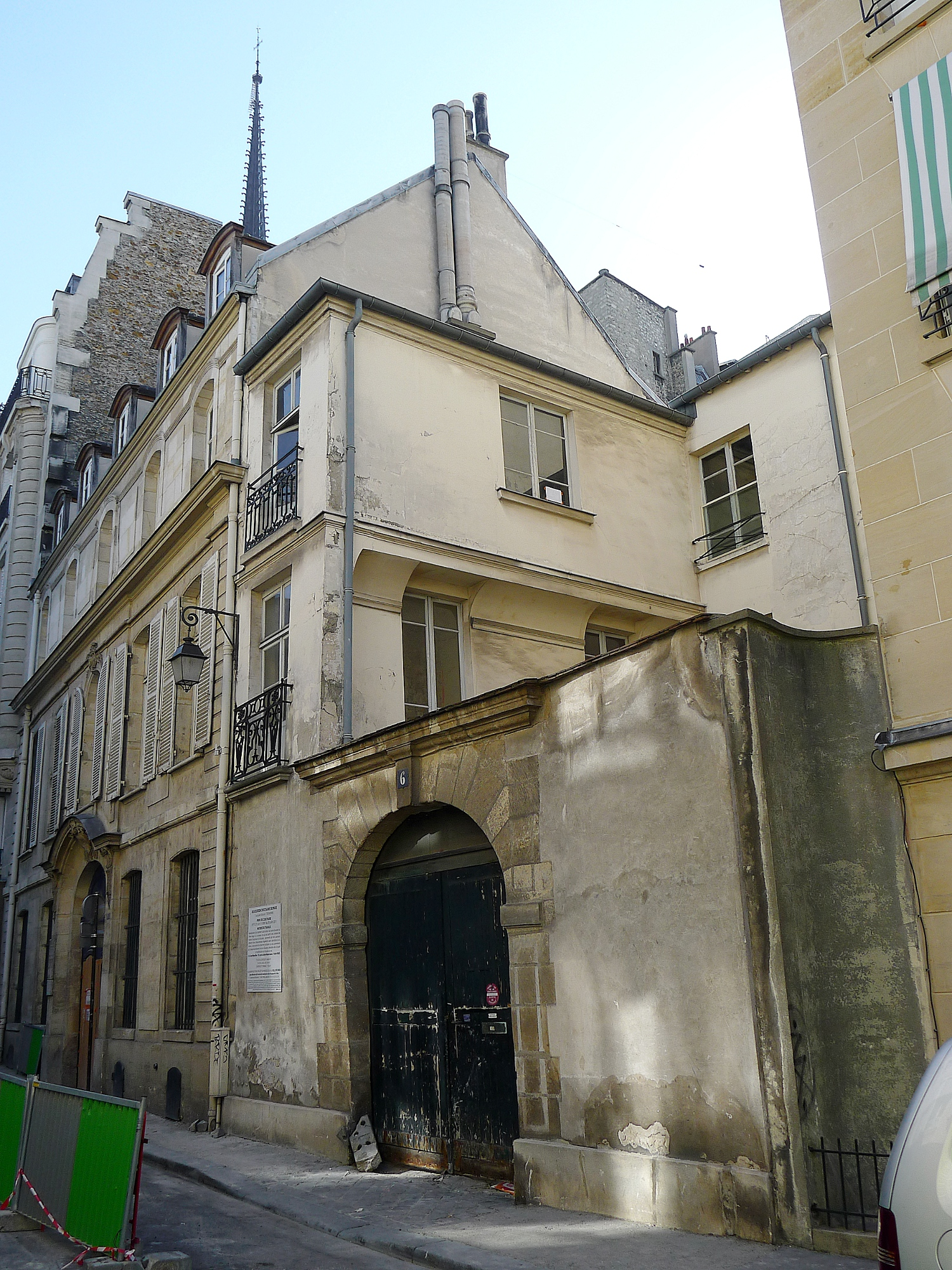
No 6.
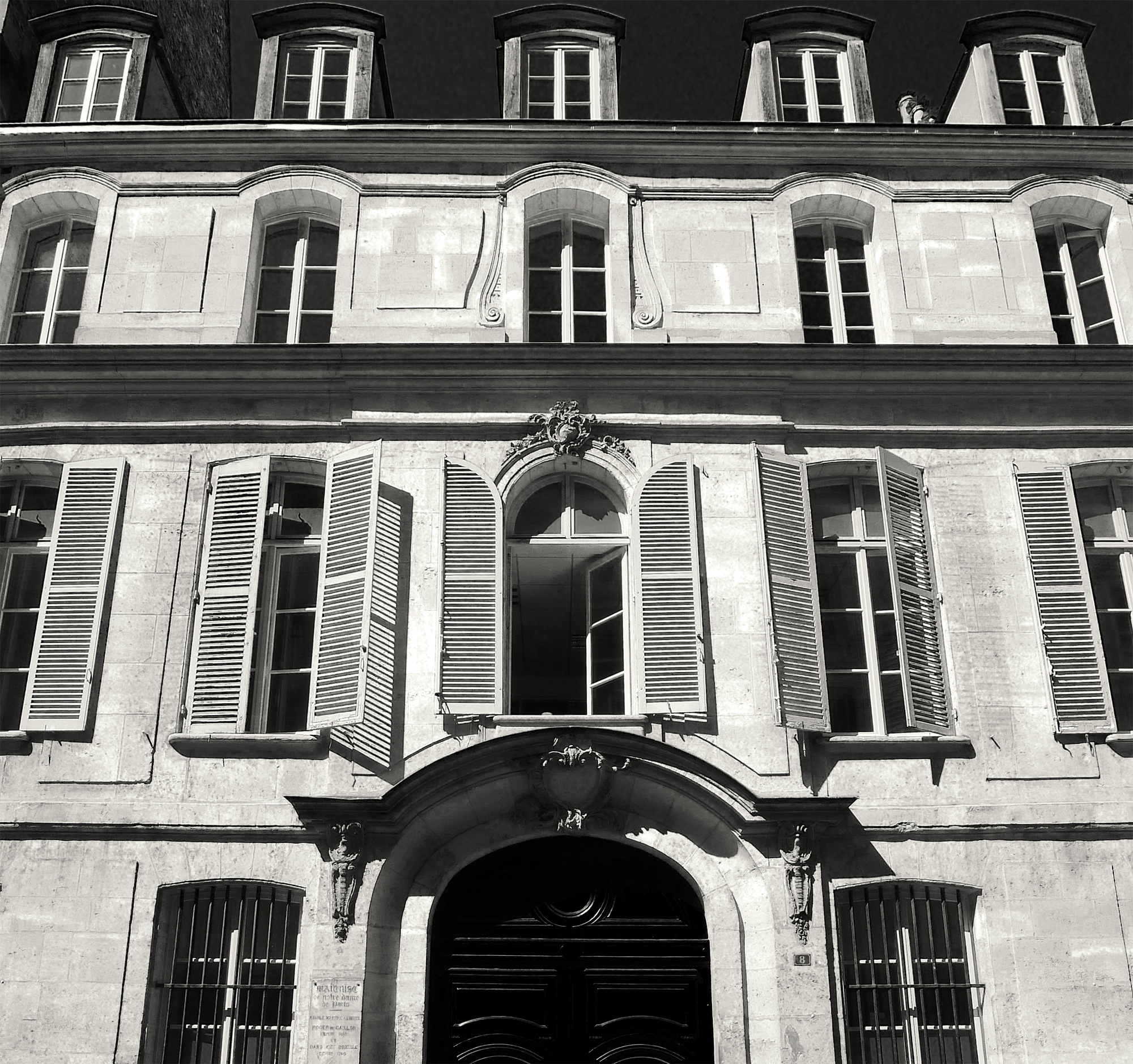
Façade du no 8.
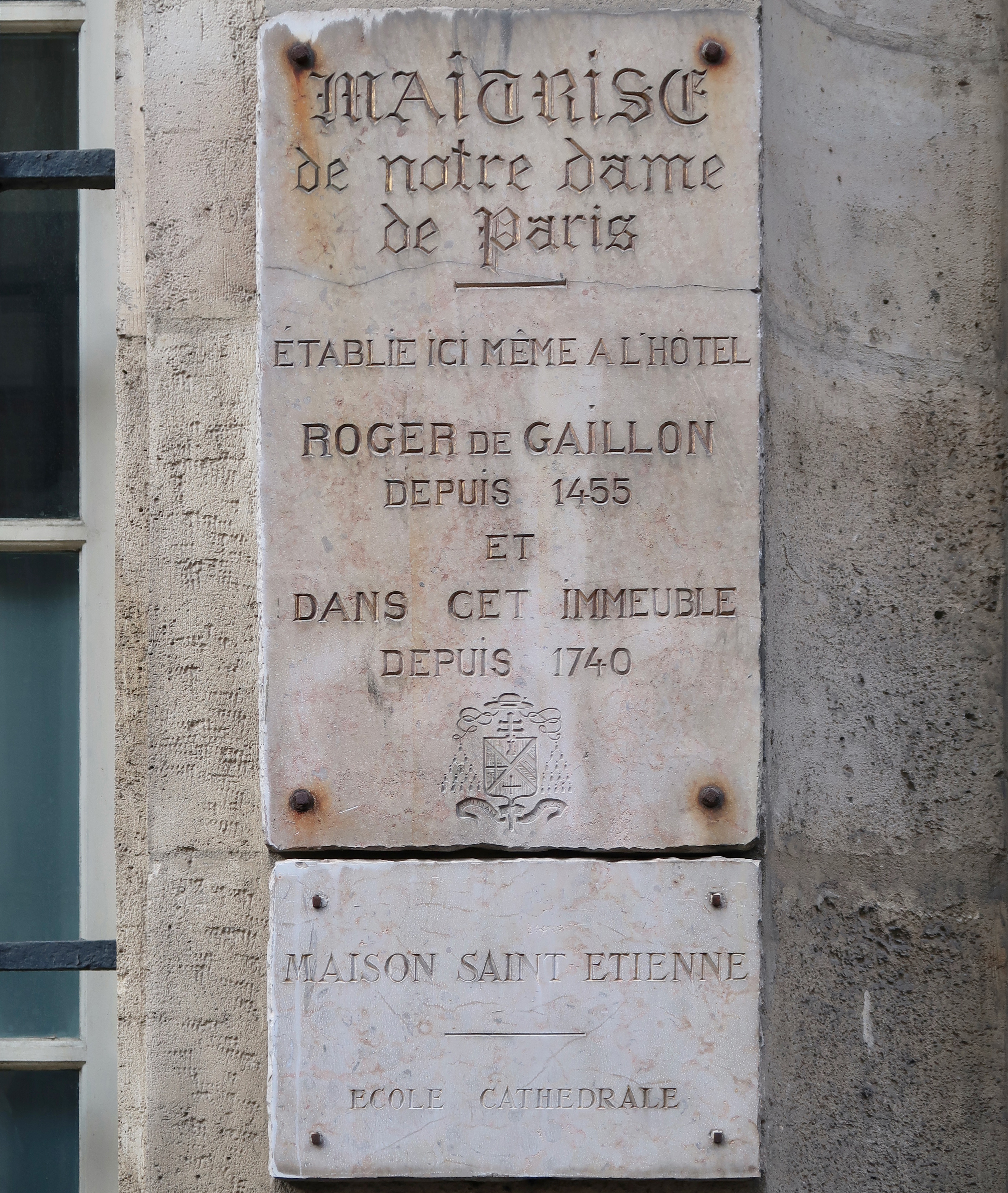
Plaque.